# Чапек, Йозеф (композитор)
Йозеф Чапек (чеш. Joseph Czapek ; 19 марта 1825, Прага, Богемия — 14 июля 1915, Гётеборг) — чешский и шведский композитор, дирижёр, органист.

## Биография

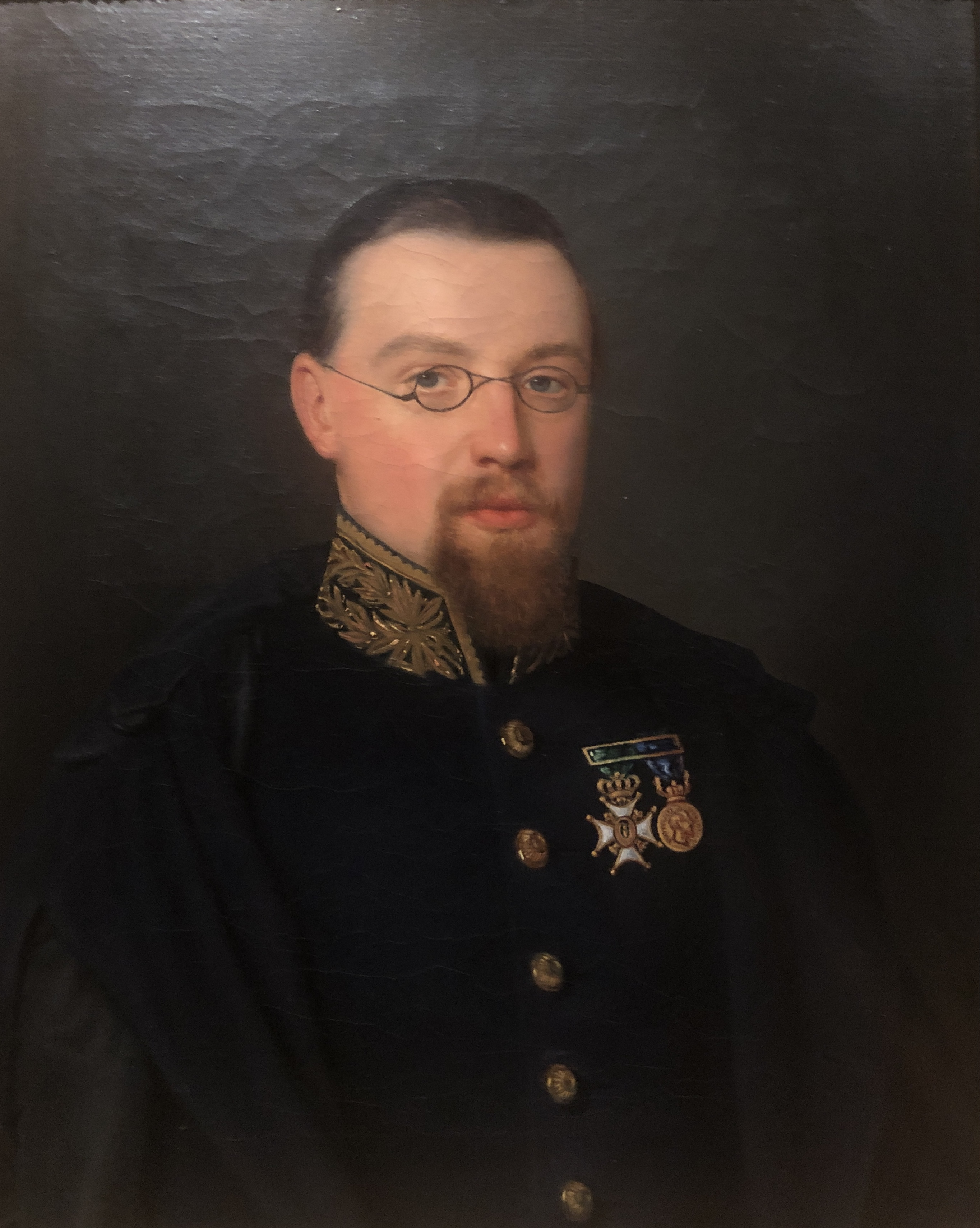
Портрет Й. Чапека

Сын пражского органиста. Обладая музыкальным талантом, начал выступать в качестве скрипача уже с шестилетнего возраста. В двенадцать лет поступил в консерваторию Праги. Ученик Фридриха Диониса Вебера и Фридриха Вильгельма Пиксиса.
После окончания в 1843 году Пражской консерватории работал в пражском Сословном театре, затем переехал в Берлин, где был сначала дирижёром Театра Фридриха-Вильгельмштадта, позже — капельмейстером Штирийского музыкального общества, с которым успешно гастролировал по Германии и Скандинавии. После выступлений в Швеции решил остаться там. С 1848 по 1878 год работал дирижёром и органистом в Гётеборге.
С осени 1848 года стал доминирующей фигурой в музыкальной жизни Гётеборга второй половины XIX века.
Автор ряда музыкальных сочинений: двух симфоний, трёх месс Te Deum и нескольких кантат, из которых особенно высоко ценился «Страшный суд», концертной увертюры, маршевой и камерной музыки и отдельных пьес для оркестра.